# Maurizio Pozzi
Maurizio Pozzi (ur. 25 czerwca 1970 w Bormio) – włoski biegacz narciarski, zwycięzca FIS Marathon Cup.

## Kariera
W Pucharze Świata Maurizio Pozzi zadebiutował 11 stycznia 1992 roku w Cogne, zajmując 23. miejsce w biegu na 15 km techniką dowolną. Nie zdobył jednak punktów PŚ, bowiem w tym czasie obowiązywała inna punktacja (do końca sezonu 1992/1993 punkty otrzymywało tylko pierwszych 15 zawodników). Pierwsze punkty zdobył 5 grudnia 1992 roku w Tauplitz, gdzie był piętnasty w biegu na 15 km stylem klasycznym. W ciągu swej kariery tylko raz stanął na podium zawodów PS - 4 stycznia 1997 roku w Kawgołowie był trzeci na dystansie 30 km stylem dowolnym. W klasyfikacji generalnej najlepiej wypadł w sezonie 1997/1998, który ukończył na 23. pozycji. Startował także w zawodach cyklu FIS Marathon Cup łącznie pięciokrotnie stając na podium i odnosząc jedno zwycięstwo - 23 lutego 2002 roku wygrał amerykański maraton American Birkebeiner. W sezonie 2001/2002 był najlepszy w klasyfikacji generalnej, wyprzedzając bezpośrednio swych rodaków: Roberto De Zolta i Gianantonio Zanetela.
W 1998 roku zajął dziewiąte miejsce w biegu na 50 km stylem dowolnym podczas igrzysk olimpijskich w Nagano. Był to jego jedyny start olimpijski. Pięciokrotnie startował na mistrzostwach świata, najlepszy wynik osiągając podczas MŚ w Ramsau w 1999 oku, gdzie był dwunasty na dystansie 30 km techniką dowolną. W 2008 roku zakończył karierę.

## Osiągnięcia

### Igrzyska olimpijskie
| Miejsce | Dzień     | Rok  | Miejscowość | Konkurencja           | Czas biegu  | Strata      | Zwycięzca    |
| ------- | --------- | ---- | ----------- | --------------------- | ----------- | ----------- | ------------ |
| 9.      | 22 lutego | 1998 | Nagano      | 50 km stylem dowolnym | 2:05:08.2 h | +3:05.0 min | Bjørn Dæhlie |

### Mistrzostwa świata
| Miejsce | Dzień     | Rok  | Miejscowość | Konkurencja             | Czas biegu  | Strata      | Zwycięzca           |
| ------- | --------- | ---- | ----------- | ----------------------- | ----------- | ----------- | ------------------- |
| 19.     | 28 lutego | 1993 | Falun       | 50 km stylem dowolnym   | 2:03:36.8 h | +6:20.6 min | Torgny Mogren       |
| 20.     | 19 marca  | 1995 | Thunder Bay | 50 km stylem dowolnym   | 1:56:36.0 h | +6:25.4 min | Silvio Fauner       |
| 20.     | 21 lutego | 1997 | Trondheim   | 30 km stylem dowolnym   | 1:06:28.2 h | +3:02.8 min | Aleksiej Prokurorow |
| 12.     | 19 lutego | 1999 | Ramsau      | 30 km stylem dowolnym   | 1:15:26.2 h | +2:57.1 min | Mika Myllylä        |
| 50.     | 15 lutego | 2001 | Lahti       | 15 km stylem klasycznym | 39:26.0 min | +4:52.5 min | Per Elofsson        |
| 30.     | 19 lutego | 2001 | Lahti       | 30 km stylem klasycznym | 1:14:17.9 h | +4:14.1 min | Andrus Veerpalu     |

### Puchar Świata

#### Miejsca w klasyfikacji generalnej
- sezon 1992/1993: 46.
- sezon 1994/1995: 44.
- sezon 1995/1996: 82.
- sezon 1996/1997: 28.
- sezon 1997/1998: 23.
- sezon 1998/1999: 26.
- sezon 1999/2000: 65.
- sezon 2000/2001: 78.

#### Miejsca na podium
| Nr | Dzień      | Rok  | Miejscowość | Konkurencja           | Czas biegu  | Pozycja | Strata  | Zwycięzca    |
| -- | ---------- | ---- | ----------- | --------------------- | ----------- | ------- | ------- | ------------ |
| 1. | 4 stycznia | 1997 | Kawgołowo   | 30 km stylem dowolnym | 1:12:47.0 h | 3.      | +46.8 s | Mika Myllylä |

### FIS Marathon Cup

#### Miejsca w klasyfikacji generalnej
- sezon 2000/2001: 13.
- sezon 2001/2002: 1.
- sezon 2002/2003: 15.
- sezon 2003/2004: 13.
- sezon 2004/2005: 32.
- sezon 2005/2006: 34.
- sezon 2006/2007: 31.

#### Miejsca na podium
| Nr | Dzień       | Rok  | Zawody               | Dystans               | Czas biegu  | Strata      | Pozycja | Zwycięzca             |
| -- | ----------- | ---- | -------------------- | --------------------- | ----------- | ----------- | ------- | --------------------- |
| 1. | 11 marca    | 2001 | Engadin Skimarathon  | 42 km stylem dowolnym | 2:01:12.1 h | +1.0 s      | 2.      | Peter Schlickenrieder |
| 2. | 27 stycznia | 2002 | Marcialonga          | 70 km stylem dowolnym | 2:13:03:6 h | +2.9 s      | 2.      | Juan Jesús Gutiérrez  |
| 3. | 23 lutego   | 2002 | American Birkebeiner | 52 km stylem dowolnym | 1:57:09.2 h | -           | 1.      | -                     |
| 4. | 14 grudnia  | 2003 | La Sgambeda          | 42 km stylem dowolnym | 1:31:13.9 h | +1:45.3 min | 3.      | Roberto De Zolt       |
| 5. | 14 marca    | 2004 | Engadin Skimarathon  | 42 km stylem dowolnym | 1:32:40.2 h | +8.7 s      | 3.      | Christophe Perrillat  |